# Nemopalpus ledgeri
Nemopalpus ledgeri är en tvåvingeart som först beskrevs av Elisabeth K. Stuckenberg 1978.  Nemopalpus ledgeri ingår i släktet Nemopalpus och familjen fjärilsmyggor.
Artens utbredningsområde är Namibia. Inga underarter finns listade i Catalogue of Life.